# 観音寺市総合運動公園野球場
観音寺市総合運動公園野球場（かんおんじし そうごううんどうこうえん やきゅうじょう）は、香川県観音寺市の観音寺市総合運動公園内にある野球場。

## 概要
観音寺市の中部、田園地帯にある運動公園内にある野球場である。
1993年に行われた第48回国民体育大会の際にはソフトボール会場として使用された。
四国アイランドリーグplus・香川オリーブガイナーズの主催試合が、年数回開催されている。
2011年内野の土の入れ替えやフェンスの塗装・スコアボード等一部改修された。

## 施設
- 両翼：91m、中堅：120m　グラウンド面積　12,269.7m2
- 内野：土、外野：天然芝
- 内野スタンドに1,260人収容の座席,及び外野は芝生席
- スコアボード（得点表示のみ）
- 照明設備：なし

## 交通
- 四国旅客鉄道（JR四国）予讃線 観音寺駅からコミュニティバス「市内循環線」で「運動公園前」下車
- 観音寺駅からタクシー約10分
- 高松自動車道・大野原インターチェンジから約15分

## 園内のその他施設
- 陸上競技場（第三種公認）
- 観音寺市立総合体育館
- テニスコート
- 多目的広場